# Killraven
Killraven est le personnage principal d'une série de comic books publiée par Marvel Comics.

## Historique de la publication
La série originale est créée en 1973 par Roy Thomas, Gerry Conway et Neal Adams dans le dix-huitième numéro du comic book Amazing Adventures et s'intitule War of the Worlds. La publication des trois premiers épisodes est chaotique avec un changement de scénariste à chaque numéro. C'est à partir du quatrième épisode que Don McGregor devient le scénariste de la série. il reste à ce poste jusqu'au numéro 39. Les éditeurs de Marvel Comics doutent de ses capacités de scénariste et lui confient ce comics qui est alors très secondaire. McGregor, qui scénarise dans le même temps les aventures de la Panthère noire, réussit à faire de cette adaptation de La Guerre des mondes d’H. G. Wells un succès. Le premier dessinateur qui travaille avec McGregor est Herb Trimpe mais celui qui reste sur la série le plus longtemps est P. Craig Russell à partir de 1974. Parmi les autres dessinateurs on trouve aussi Gene Colan qui réalise un épisode.

## Inspirations
L'origine de ce comics se trouve dans le roman de H. G. Wells la Guerre des mondes mais d'autres œuvres ou d'autres artistes ont inspiré les auteurs et principalement Don McGregor. Celui-ci évoque comme influence légère le comics  Atomic Knights de Gardner Fox et Murphy Anderson, les films d'Alfred Hitchcock, le personnage de Old Mose qui apparaît dans le film de John Ford La Prisonnière du désert.

## Synopsis
Dans un futur proche, la Terre a été envahie par de mystérieux martiens, et la civilisation moderne détruite. Ce qui reste de l’humanité est, pour l’essentiel, réduit en esclavage et certains humains sont enlevés dès l’enfance, destinés à devenir gladiateurs afin de divertir les martiens. Cinq d’entre eux — dont Jonathan Raven, plus connu sous son nom d’arène Killraven — s’enfuient à travers un monde qui leur est inconnu, hostile et dévasté, peuplé de créatures en tous genres.

### Lien avec les Gardiens de la Galaxie
Au cours des années 1990, la série de comics Les Gardiens de la Galaxie révèlera qu'elle se déroule dans le même univers que Killraven, la Terre-691, un millénaire apr̠ès.
Les personnages y croisent notamment un descendant des compagnons de Killraven, et voyagent sur Mars, planète-prison où ils rencontrent le dernier Martien.

## Version moderne
De 2002 à 2003, Marvel publie une mini-série de 6 numéros scénarisée et dessinée par Alan Davis et encrée par Mark Farmer. Alan Davis reprend l’histoire au début, s’inspirant essentiellement de la toute première apparition du personnage dans Amazing Adventures no 18 (dont la couverture du Killraven #1 est une re-création). Pour les fans de la première série, le seul personnage dont l’identité, l’aspect physique et les motivations changent fondamentalement est Grok (Père de Carmilla, puis génétiquement modifié en singe dans les années 1970).

### Liens
- (fr) Killraven sur Comics VF